# Alfred Mirsky
Alfred Ezra Mirsky (Flushing, 17 ottobre 1900 – New York, 19 giugno 1974) è stato un biologo statunitense.
Docente alla Rockefeller University dal 1926, dimostrò che la quantità di DNA contenuta in ogni cellula somatica di un organismo è costante, ma essa varia dimezzandosi nei gameti (come fu scoperto in seguito, ciò avviene per la meiosi cellulare).